# Haut commissariat pour l'Espagne Nation entrepreneuse
Le Haut commissariat pour l'Espagne Nation entrepreneuse (en espagnol : Alto Comisionado para España Nación Emprendedora) est l'organe espagnol ayant rang de sous-secrétariat chargé de la coordination des actions pour le développement de la Stratégie de Nation entrepreneuse entre 2020 et 2023.
Il relève de la présidence du gouvernement.

## Missions

### Histoire
Le Haut commissariat est créé à l'initiative de Pedro Sánchez en janvier 2020, après la réélection de celui-ci à la présidence du gouvernement. Il est supprimé le 14 février 2023.

### Fonctions
Le Haut commissariat pour l'Espagne Nation entrepreneuse est l'organe supérieur de la présidence du gouvernement auquel il revient de coordonner les actions pour le développement de la Stratégie de Nation entrepreneuse, et notamment :
- impulser l'investissement, la compétitivité et l'attraction de talents à l'entrepreneuriat technologique espagnol ;
- analyser et identifier les déficiences de l'écosystème de l'entrepreneuriat espagnol ;
- promouvoir la capacité numérique et technologique de la société ;
- promouvoir l'amélioration du positionnement international de l'Espagne comme marché d'innovation technologique ;
- proposer des stratégies pour développer le talent des femmes dans le domaine numérique ;
- développer, conserver et attirer de grands événements internationaux liés à l'entrepreneuriat et à l'innovation technologique ;
- proposer aux départements ministériels des mesures et initiatives dans leur champ de compétences.

### Organisation
Le Haut commissariat s'organise de la manière suivante :
- Haut commissariat pour l'Espagne Nation entrepreneuse (Alto Comisionado para España Nación Emprendedora) ;
  - Bureau du haut commissaire pour l'Espagne Nation entrepreneuse.

## Titulaires
| Titulaire | Titulaire      | Début      | Fin        | Parti |
| --------- | -------------- | ---------- | ---------- | ----- |
|           | Francisco Polo | 29/01/2020 | 15/02/2023 | PSOE  |